# Noah Okafor
Noah Arinzechukwu Okafor (Binningen, 2000. május 24. –) svájci válogatott labdarúgó.

## Pályafutása

### Klubcsapatokban
Az Arisdorf és a Basel korosztályos csapataiban nevelkedett. 2018. január 31-én írta alá első profi szerződését a Basel csapatával. Május 19-én mutatkozott be a felnőttek között az FC Luzern elleni 2–2-re végződő bajnoki mérkőzésen, amikor is a 34. percben lecserélték sérülés miatt Mohamed Elyounoussit. Július 28-án szerezte meg első gólját a bajnokságban a Xamax ellen. 2020. január 31-én szerződtette az osztrák Red Bull Salzburg csapata. Február 9-én debütált az SKU Amstetten elleni kupa mérkőzés 80. percében Okugava Maszaja cseréjeként. Június 3-án a bajnokságban is megszerezte első gólját az SK Rapid Wien csapata ellen 2–0-ra megnyert találkozón.
2023. július 22-én az olasz AC Milan öt évre szerződtette. 2025. február 3-án a szezon végéig kölcsönbe került a Napoli csapatához. Okafor négy bajnokin lépett pályára a szezonban, és bajnoki címet nyert a nápolyiakkal.

### A válogatottban
Többszörös svájci korosztályos válogatott labdarúgó. 2019. június 9-én mutatkozott be a felnőttek között a 2018–2019-es UEFA Nemzetek Ligája egyenes kieséses szakaszának bronzmérkőzésén Anglia ellen, a büntetőkkel elvesztett találkozón a 113. percben Haris Seferović cseréjeként. 2021 márciusában bekerült Mauro Lustrinelli 23 fős keretébe, amely részt vett a 2021-es U21-es labdarúgó-Európa-bajnokságon. Március 20-án sérülés miatt kikerült a keretből. November 15-én megszerezte a felnőtt válogatottban az első gólját Bulgária ellen.
2024. június 7-én bekerült Murat Yakın szövetségi kapitány 26 fős keretébe, akik utaznak az Európa-bajnokságra.

## Családja
Apja nigériai, míg anyja svájci származású. Mindkét testvére a Basel akadémiájának tagja.

## Statisztika

### Klubcsapatokban
2023. június 5-i állapotnak megfelelően.
| Klub              | Szezon   | Bajnokság | Bajnokság | Kupa  | Kupa | Nemzetközi | Nemzetközi | Összesen | Összesen |
| Klub              | Szezon   | Mérk.     | Gól       | Mérk. | Gól  | Mérk.      | Gól        | Mérk.    | Gól      |
| ----------------- | -------- | --------- | --------- | ----- | ---- | ---------- | ---------- | -------- | -------- |
| Basel             | 2017–18  | 1         | 0         | 0     | 0    | 0          | 0          | 1        | 0        |
| Basel             | 2018–19  | 24        | 3         | 4     | 1    | 1          | 0          | 29       | 4        |
| Basel             | 2019–20  | 14        | 0         | 3     | 1    | 7          | 2          | 24       | 3        |
| Basel             | Összesen | 39        | 3         | 7     | 2    | 8          | 2          | 54       | 7        |
| Red Bull Salzburg | 2019–20  | 11        | 3         | 3     | 1    | 1          | 0          | 15       | 4        |
| Red Bull Salzburg | 2020–21  | 18        | 6         | 4     | 0    | 7          | 0          | 27       | 6        |
| Red Bull Salzburg | 2021–22  | 21        | 9         | 5     | 2    | 8          | 3          | 34       | 14       |
| Red Bull Salzburg | 2022–23  | 21        | 7         | 3     | 0    | 8          | 3          | 32       | 10       |
| Red Bull Salzburg | Összesen | 71        | 25        | 15    | 3    | 24         | 6          | 110      | 34       |
| Összesen          | Összesen | 110       | 28        | 22    | 5    | 32         | 8          | 164      | 41       |

### A válogatottban
| Svájc    | Svájc | Svájc |
| Év       | Meccs | Gól   |
| -------- | ----- | ----- |
| 2019     | 1     | 0     |
| 2021     | 2     | 1     |
| 2022     | 9     | 1     |
| 2023     | 2     | 0     |
| Összesen | 14    | 2     |

### Válogatott góljai
| # | Időpont            | Helyszín                          | Ellenfél   | Gólok | Eredmény | Kiírás                                     |
| - | ------------------ | --------------------------------- | ---------- | ----- | -------- | ------------------------------------------ |
| 1 | 2021. november 15. | Swissporarena, Luzern, Svájc      | Bulgária   | 1–0   | 4–0      | 2022-es VB-selejtező                       |
| 2 | 2022. június 2.    | Sinobo Stadion, Prága, Csehország | Csehország | 1–1   | 1–2      | 2022–2023-as UEFA Nemzetek Ligája (A liga) |

## Sikerei, díjai
- Basel
  - Svájci kupa: 2018–19

- Red Bull Salzburg
  - Osztrák Bundesliga: 2019–20, 2020–21, 2021–22, 2022–23
  - Osztrák kupa: 2019–20, 2020–21, 2021–22

- AC Milan
  - Olasz szuperkupa: 2024